# برگاکر
برگاکر (به هلندی: Bergakker) یک منطقهٔ مسکونی در هلند است که در تیل (هلند) واقع شده‌است. برگاکر ۳٫۵۱ کیلومتر مربع مساحت و ۳۹۰ نفر جمعیت دارد.